# Lekkoatletyka na Letnich Igrzyskach Olimpijskich 1904 – trójskok
Trójskok podczas igrzysk olimpijskich w 1904 w Saint Louis rozegrano 1 września 1904 na stadionie Francis Field należącym do Washington University. Startowało 7 lekkoatletów, wszyscy ze Stanów Zjednoczonych. Rozegrano tylko finał.

## Rekordy
| Rekord świata     | 14,94 | James Connolly | Nowy Jork (USA) | 19 września 1896 |
| Rekord olimpijski | 14,47 | Myer Prinstein | Paryż (Francja) | 16 lipca 1900    |

## Finał
| lp | Imię i nazwisko      | Reprezentacja     | Wynik | Uwagi |
| -- | -------------------- | ----------------- | ----- | ----- |
| 1  | Myer Prinstein       | Stany Zjednoczone | 14,35 |       |
| 2  | Frederick Engelhardt | Stany Zjednoczone | 13,90 |       |
| 3  | Robert Stangland     | Stany Zjednoczone | 13,36 |       |
| 4  | John Fuhler          | Stany Zjednoczone | 12,91 |       |
| 5  | Gilbert Van Cleve    | Stany Zjednoczone | b.d.  |       |
| 6  | John Hagerman        | Stany Zjednoczone | b.d.  |       |
| 7  | Samuel Jones         | Stany Zjednoczone | b.d.  |       |

Prinstein obronił tytuł mistrzowski zdobyty na poprzednich igrzyskach, ale zwycięski skok oddał dopiero w ostatniej kolejce. Tego dnia został również mistrzem olimpijskim w skoku w dal.